# Protectoraat Madagaskar
Het Protectoraat Madagaskar (Frans: Protectorat français de Madagascar) was een Frans protectoraat in het huidige Madagaskar. Middels het protectoraat probeerde Frankrijk de buitenlandse zaken van het Koninkrijk Imerina onder Frans gezag te brengen via de Franse vertegenwoordiger in Antananarivo. Het protectoraat bestond tot 1897, toen het een Franse kolonie werd, Frans-Madagaskar.

## Geschiedenis
Frankrijk verklaarde het eiland in 1882 tot protectoraat nadat het tot een overeenkomst was gekomen met het Verenigd Koninkrijk, de eerste Europese mogendheid die een langdurige invloed en aanwezigheid op het eiland had bedongen die het gevolg was van de komst van missionarissen van het Londens Zendingsgenootschap rond 1820. Het Verenigd Koninkrijk ging ermee akkoord de Franse aanspraak op Madagaskar te steunen in ruil voor Franse erkenning van de Britse claims op Zanzibar. De Fransen rechtvaardigden de instelling van het protectoraat op grond van claims op nabijgelegen eilanden zoals Nosy Be en Nosy Boraha en op grond van een verdrag getekend met een lokale leider van het Sakalava-volk. Daarnaast werd de claim kracht bijgezet door documenten ondertekend door koning Radama II, waaronder een brief die hij mogelijk onder valse voorwendselen tekende waarin hij Napoleon smeekte een staatsgreep tegen Ranavalona I te steunen, alsmede door landeigendomsovereenkomsten met de Franse industrieel Joseph-François Lambert die werden herroepen na de moord op Radama in 1863. In 1897 ging Madagaskar over van een Frans protectoraat naar een Franse kolonie.
De opeenvolgende koninginnen Ranavalona II en Ranavalona III en hun minister-president, Rainilaiarivony, verwierpen het Franse protectoraat en weigerden pertinent de Franse vertegenwoordiger te erkennen of gehoor te geven aan de eisen van de Fransen, die poogden de Malagassische buitenlandpolitiek en handel te reguleren.  De Malagassische overheid stuurde brieven naar buitenlandse handelspartners en diplomatieke bondgenoten, waaronder het Verenigd Koninkrijk en de Verenigde Staten, waarin deze werd verzocht zich hard te maken voor de Malagassische onafhankelijkheid. Frankrijk werkte Madagaskar op diplomatiek gebied tegen en bombardeerde kuststeden in een poging het eiland zijn wil op te leggen. Desondanks ging de Malagassische overheid relatief ongestoord door met regeren.
Hierop bezette Frankrijk in september 1895 Antananarivo met een expeditieleger en nam het de koningin en minister-president gevangen. In januari 1897 verklaarde Frankrijk Madagaskar tot Franse kolonie en deporteerde het de minister-president naar Algerije, waar hij kort daarna overleed. Er werd een gouverneur aangesteld en kopstukken van de oppositie werden vastgezet of geëxecuteerd. De koningin mocht als gezicht van het eiland doorgaan met het regelen van bepaalde interne aangelegenheden. Uit onvrede over de ervaren corruptie en ondoelmatigheid binnen de monarchie, de groeiende Europese aanwezigheid en invloed op het eiland, en de verspreiding van het christendom, ontstond een opstand die bekend kwam te staan als de Menalamba Opstand. Nadat de opstand in 1897 met geweld de kop in was gedrukt, executeerden de Fransen de belangrijkste leden van de koninklijke familie en werd de koningin eerst naar Réunion en later naar Algerije verbannen waar zij in 1917 stierf.